# Abdullah (syn Sulejmana Wspaniałego)
Şehzade Abdullah (1522–1525) – książę osmański, syn Sulejmana Wspaniałego, dziesiątego sułtana Imperium Osmańskiego.
Istnieją pewne rozbieżności co do tożsamości matki Abdullaha. Jedne źródła podają, że jego matką była Hürrem, inne zaś mówią, że był synem Mâhidevrân. Jednak większość źródeł uważa go za syna Roksolany.
Urodził się w 1522 roku w pałacu Topkapı, zmarł w 1525, w wieku trzech lat, w Stambule. Jeżeli w istocie jego matką była Hürrem, mógł być bliźniakiem sułtanki Mihrimah, biorąc pod uwagę rok urodzenia.